# Muquén
Muquén är en ort i Mexiko.   Den ligger i kommunen Chamula och delstaten Chiapas, i den sydöstra delen av landet, 800 km öster om huvudstaden Mexico City. Muquén ligger 2 310 meter över havet och antalet invånare är 1 480.
Terrängen runt Muquén är huvudsakligen kuperad, men norrut är den bergig. Runt Muquén är det tätbefolkat, med 530 invånare per kvadratkilometer. Närmaste större samhälle är San Cristóbal de las Casas, 8,9 km söder om Muquén. Omgivningarna runt Muquén är en mosaik av jordbruksmark och naturlig växtlighet.